# تمارة مكينلي
تمارة مكينلي (بالإنجليزية: Tamara McKinley)‏ (25 فبراير 1948، لاونسستون في أستراليا)؛ روائية أسترالية.

## روابط خارجية
- تمارة مكينلي على موقع ميوزك برينز (الإنجليزية)